# Харчук, Роксана Борисовна
Роксана Борисовна Харчук (укр. Роксана Борисівна Харчук; 28 апреля 1964, Киев) — украинская писательница, литературовед, литературный критик, переводчик, кандидат филологических наук, старший научный сотрудник отдела шевченковедения Института литературы имени Тараса Шевченко НАН Украины. Лауреат премии им. А. И. Белецкого.

## Биография
Родилась в семье писателя Бориса Харчука. Изучала полонистику в Киевском университете им. Т. Шевченко, который окончила в 1986 году.
Кандидат филологических наук (с 1992). В 1997—1999 — преподаватель польского языка в университете «Киево-Могилянская академия», в 2006—2008 — вела курс современной украинской прозы.

## Научная деятельность
Сфера научных интересов Р. Харчук — теория литературы. Занималась сравнительным исследованиям украинской и польской литератур XX века, теорией литературы соцреализма, творчества Ю. Яновского и др.
Сейчас работает над «Шевченковской энциклопедией» в отделе шевченковедения Института литературы НАН Украины им. Т. Шевченко.
Автор многочисленных статей, печатавшихся в журналах «Дивослово», «Курьер Кривбасса», «Слово і час», «Сучасність». Переводит с английского и польского языков. Автор учебника «Сучасна українська проза: Постмодерний період» (2008), ряда статей в «Шевченковской энциклопедии» (среди них — «Прототипи у творчості Шевченка», «Деталь художня у прозі Шевченка», О. Я. Кониський, М. І. Костомаров и др.). Автор раздела про П. Тычину в «Історії української літератури».